# Vodeane, Petropavlivka
Vodeane (în ucraineană Водяне) este un sat în comuna Osadce din raionul Petropavlivka, regiunea Dnipropetrovsk, Ucraina.

## Demografie
Componența lingvistică a localității Vodeane
     Ucraineană (95,97%)
     Rusă (4,03%)
Conform recensământului din 2001, majoritatea populației localității Vodeane era vorbitoare de ucraineană (95,97%), existând în minoritate și vorbitori de rusă (4,03%).